# Germar Rudolf
Germar Rudolf (* 29. Oktober 1964 in Limburg an der Lahn) ist ein deutscher Neonazi und verurteilter Holocaustleugner. Der Diplom-Chemiker ist der Verfasser des wissenschaftlich widerlegten sogenannten Rudolf-Gutachtens, das Zweck und Funktionsweise der Gaskammern im KZ Auschwitz-Birkenau bestreitet. Nach Angaben des Bundesamts für Verfassungsschutz war er vor seiner Verurteilung im Jahr 2007 der aktivste deutsche rechtsextremistische Geschichtsrevisionist.

## Leben
Germar Rudolf wuchs mit einer älteren Schwester und einem jüngeren Bruder im elterlichen Haushalt auf. Sein Vater war Sozialpädagoge, seine Mutter gelernte Industriekauffrau. Nach seinem Abitur 1983 in Remscheid nahm Rudolf ein Studium der Chemie in Bonn auf, das er 1989 mit Diplom (Note 1,0) abschloss. Während seines Studiums gehörte er den Studentenverbindungen A. V. Tuisconia Königsberg Bonn und K. D. St. V. Nordgau Prag zu Stuttgart im Cartellverband der katholischen deutschen Studentenverbindungen an, wurde von diesen jedoch 1994 wegen seiner revisionistischen Äußerungen ausgeschlossen. Während seiner Schul- und Studienzeit war Rudolf zeitweilig Mitglied bei der Jungen Union und von 1985 bis 1986 sowie von 1989 bis 1991 Mitglied der Partei Die Republikaner. Im Mai 1994 heiratete er seine erste Ehefrau und nahm ihren Familiennamen Scheerer an. Aus der im August 2000 geschiedenen Ehe gingen eine Tochter und ein Sohn hervor.

### Promotionsstelle und „Auschwitz-Gutachten“
Nach seinem Grundwehrdienst erhielt Rudolf im Oktober 1990 im Rahmen eines Promotionsstudiengangs eine befristete Anstellung am Max-Planck-Institut für Festkörperforschung in Stuttgart. Während dieser Zeit verfasste er im Auftrag des Rechtsanwalts und ehemaligen Jagdfliegers der Luftwaffe Hajo Herrmann, der den General a. D. Otto Ernst Remer in einem Prozess wegen Volksverhetzung vertrat, eine Schrift unter dem Titel Gutachten über die Bildung und Nachweisbarkeit von Cyanidverbindungen in den „Gaskammern“ von Auschwitz. In diesem umstrittenen sogenannten Rudolf-Gutachten behauptet er unter anderem, den Gaskammern des Vernichtungslagers Auschwitz-Birkenau Mauerproben entnommen und in den Gesteinsresten nur geringe Rückstände von Cyanid-Verbindungen gefunden zu haben, so dass mit Zyklon B keine Massenmorde an Menschen stattgefunden haben könnten. Als die Verbreitung von Rudolfs „Gutachten“ Anfang 1993 einige Medienaufmerksamkeit erregte, stellte sich heraus, dass Rudolf Briefpapier des Max-Planck Instituts dafür verwendet hatte, das Institut Fresenius damit zu beauftragen, seine Proben vom Mauerwerk in Auschwitz auf Zyanidrückstände zu untersuchen. Daraufhin wurde sein Arbeitsvertrag mit dem Institut fristlos gekündigt.
Seine Doktorarbeit reichte Rudolf zwar ein, doch wurde infolge des aufgrund des Rudolf-Gutachtens eingeleiteten Ermittlungsverfahrens kein Termin zur mündlichen Prüfung (Rigorosum) bestimmt, so dass das Promotionsverfahren letztlich nicht abgeschlossen wurde.

### Veröffentlichungen unter Pseudonym
Von 1992 bis 1995 verfasste Rudolf seine revisionistischen Schriften unter zahlreichen Pseudonymen, unter anderem als „Ernst Gauss“, „Manfred Köhler“, „Jakob Sprenger“, „H. K. Westphal“, „Dipl.-Ingenieur Dr. W. Kretschmer“, „Dr. Ch. Konrad“, „Dr. Dr. R. Scholz“, „Michael Gärtner“ und „Anton Mägerle“ (als irreführende Anspielung auf Anton Maegerle). Nach eigenem Eingeständnis wollte er sich dadurch in erster Linie der staatlichen Strafverfolgung entziehen.

### Strafverfolgung in Deutschland („Auschwitz-Gutachten“)
Die Verbreitung seiner Schrift Gutachten über die Bildung und Nachweisbarkeit von Cyanidverbindungen in den „Gaskammern“ von Auschwitz führte zu einem Strafermittlungsverfahren gegen Rudolf. Zwischen November 1994 und Juni 1995 stand Rudolf dann vor dem Landgericht Stuttgart vor Gericht, um sich für seine Rolle bei der Verbreitung seines „Gutachtens“ im Frühjahr 1993 zu verantworten. Er wurde letztlich nach siebenmonatiger Hauptverhandlung am 23. Juni 1995 zu 14 Monaten Haft ohne Bewährung wegen Volksverhetzung in Tateinheit mit Verunglimpfung des Andenkens Verstorbener, Beleidigung und Aufstachelung zum Rassenhass verurteilt. Gleich zu Beginn dieses Strafprozesses erschien Ende 1994 unter dem Pseudonym „Ernst Gauss“ Rudolfs Publikation Grundlagen der Zeitgeschichte. Ein Handbuch über strittige Fragen des 20. Jahrhunderts im Grabert Verlag. Aufgrund dieser Publikation kam es 1995 erneut zu einem Strafermittlungsverfahren gegen Rudolf, während sein erstes gerade vor Gericht verhandelt wurde.

### Flucht über Großbritannien in die Vereinigten Staaten
Um der 1995 vom Landgericht Stuttgart verhängten vierzehnmonatigen Freiheitsstrafe sowie weiteren möglichen Strafen zu entgehen, floh Rudolf im März 1996 über Frankreich nach Spanien. Nachdem er von dortigen Plänen erfuhr, die Holocaustleugnung unter Strafe zu stellen, verließ er Spanien im Juni 1996 und ließ sich in Großbritannien nieder. Im Juli 1996 kam seine erste Frau mit den beiden gemeinsamen Kindern nach, die nach der Trennung im Januar 1999 nach Deutschland zurückkehrten. Nach der Scheidung im Jahr 2000 nahm Rudolf wieder seinen Geburtsnamen an. In Großbritannien gründete er 1998 den Verlag Castle Hill Publishers, in dem bis heute seine Veröffentlichungen erscheinen. Nachdem Rudolfs Aufenthalt in Großbritannien durch die britischen Medien publik gemacht worden war, floh er Ende 1999 in die Vereinigten Staaten, wo er Ende 2000 politisches Asyl beantragte.
Im August 2004 wurde gegen Rudolfs Unterstützer Rudolf Großkopf ein Ermittlungsverfahren wegen Beihilfe zum Vertrieb holocaustleugnender Schriften eingeleitet, weil Großkopf zu einem Bankkonto Rudolfs unterschriftsberechtigt war.
Im September 2004 heiratete er seine zweite Ehefrau, eine US-Amerikanerin.

### Abschiebung nach Deutschland, Strafverfahren und Haft
Am 15. November 2005 wurde Rudolf nach Ablehnung seines Asylantrags aus den Vereinigten Staaten abgeschoben und unmittelbar nach seiner Ankunft auf dem Flughafen in Frankfurt am Main von der deutschen Polizei verhaftet. Er wurde zunächst in die Justizvollzugsanstalt Rottenburg verbracht und kurz darauf in die JVA Stuttgart überführt, wo er die 1995 vom Landgericht Stuttgart verhängte vierzehnmonatige Freiheitsstrafe verbüßte.
Am 14. November 2006 begann vor dem Landgericht Mannheim der Prozess gegen Rudolf aufgrund seiner im Ausland getätigten verlegerischen Aktivitäten. Dabei wurde er zunächst von Jürgen Rieger, Sylvia Stolz und Ludwig Bock vertreten. Später trennte er sich von Rieger und Stolz und ersetzte sie durch einen Anwalt der Kanzlei Rolf Bossi. Unmittelbar im Anschluss an die Verbüßung der Freiheitsstrafe in Stuttgart wurde er am 15. Januar 2007 aufgrund des laufenden Prozesses in Untersuchungshaft genommen und ins Gefängnis Heidelberg (Außenstelle der JVA Mannheim) überführt.
Am 15. März 2007 wurde Rudolf wegen Volksverhetzung in Tateinheit mit Beleidigung und Verunglimpfung des Andenkens Verstorbener in zwei Fällen zu einer Gesamtfreiheitsstrafe von zwei Jahren und sechs Monaten verurteilt. Der Vorsitzende Richter Matthias Schwab erklärte, Rudolf habe den Holocaust bewusst der historischen Wahrheit zuwider als Erfindung beziehungsweise Übertreibung der Juden erscheinen lassen wollen. Rudolf wie auch die Staatsanwaltschaft nahmen das Urteil an, wodurch es sofortige Rechtskraft erlangte. Das Gericht berücksichtigte bei der Urteilsfindung, dass Rudolf sich von den rechtsextremen Anwälten Rieger und Stolz getrennt hatte. Für die von Rudolf veröffentlichte Schrift Vorlesungen über den Holocaust wurde durch das Landgericht Mannheim die Einziehung gemäß § 74 StGB angeordnet.
Bis zum 5. Juli 2009 verbüßte er seine Freiheitsstrafe in Heidelberg, Mannheim, Ulm und zuletzt Rottenburg.

### Rückkehr in die Vereinigten Staaten und dortige Verurteilung
Nach eigenen Angaben lebt er seit Anfang August 2009 mit seiner zweiten Frau, mit der er eine gemeinsame Tochter hat, in den USA. Gemäß Verfassungsschutzbericht 2012 des Bundesamts für Verfassungsschutz setzt Rudolf „seine Agitation nun aus dem Ausland fort“. Im Juli 2020 wurde er in York County (Pennsylvania) wegen exhibitionistischer Handlungen zu einer zweijährigen Bewährungsstrafe verurteilt, nachdem er am 2. Juli 2019 mit entblößtem Unterleib in einem Park in Lower Windsor Township aufgegriffen worden war.

## Veröffentlichungen

### Holocaustleugnende Schriften
- (als Herausgeber) Der Holocaust auf dem Seziertisch: Die wachsende Kritik an "Wahrheit" und "Erinnerung" (Holocaust Handbücher, Band 1). Castle Hill Publishers 2019, ISBN 978-1591480693
- Auschwitz-Lügen. Legenden, Lügen, Vorurteile von Medien, Politikern und Wissenschaftlern über den Holocaust. Castle Hill, Hastings 2005, ISBN 1-59148-014-0 (englisch: mit Carlo Mattogno: Auschwitz Lies. 2. Auflage, The Barnes Review, Washington, D.C., 2011, ISBN 978-0-9846312-6-1).
- mit Robert Countess, Christian Lindtner: Festschrift for Robert Faurisson to his 75th Birthday. Theses & Dissertations, Chicago 2005, ISBN 1-59148-004-3.
- mit Fred A. Leuchter, Robert Faurisson: The Leuchter Reports: Critical Edition. Theses & Dissertations, Chicago 2005, ISBN 1-59148-026-4
- Vorlesungen über den Holocaust. Strittige Fragen im Kreuzverhör. Castle Hill, Hastings 2005, ISBN 1-902619-07-2 (englisch: Lectures on the Holocaust. 2. Auflage, The Barnes Review, Washington, D.C., 2010, ISBN 978-0-9818085-7-4).
- Das Rudolf-Gutachten. Gutachten über die „Gaskammern“ von Auschwitz. 2. Auflage. Castle Hill, Hastings 2001, ISBN 1-902619-03-X (englisch: The Rudolf Report. 2. Auflage, The Barnes Review, Washington, D.C., 2011, ISBN 978-0-9846312-7-8.)
- Herbert Verbeke (Hrsg.): Auschwitz: Nackte Fakten. Eine Erwiderung an Jean-Claude Pressac, Vrij Historisch Onderzoek, Berchem 1995, ISBN 90-73111-16-1 (englisch: Auschwitz: Plain Facts. Theses & Dissertations, Chicago 2005, ISBN 1-59148-020-5).
- Grundlagen zur Zeitgeschichte. Ein Handbuch über strittige Fragen des 20. Jahrhunderts Grabert, Tübingen 1994, ISBN 3-87847-141-6 (englisch: Dissecting the Holocaust. 2. Auflage. Theses & Dissertations, Chicago 2003, ISBN 3-87847-141-6).
- Vorlesungen über Zeitgeschichte. Strittige Fragen im Kreuzverhör. Grabert, Tübingen 1993, ISBN 3-87847-130-0.

### Sonstige Schriften
- Kardinalfragen zur Zeitgeschichte. Vrij Historisch Onderzoek, Berchem 1996, ISBN 90-73111-20-X.
- Kardinalfragen an Deutschlands Politiker. Aufforderung zur Wiederherstellung der Menschenrechte in Deutschland. Castle Hill, Hastings 2005, ISBN 1-902619-09-9.
- Holocaust Revisionismus. Eine kritische geschichtswissenschaftliche Methode. Castle Hill, Hastings 2005, ISBN 1-59148-019-1.
- Eine Zensur findet statt! Zensur in der Bundesrepublik Deutschland. Castle Hill, Hastings 2006, ISBN 1-59148-017-5.
- Diktatur Deutschland. Die Zerstörung von Demokratie und Menschenrechten unter dem Einfluß von Kriegspropaganda, Castle Hill Publishers, Hastings 2005, ISBN 1-59148-018-3.
- Widerstand ist Pflicht. Einlassung im Strafverfahren im Jahr 2006/2007. Castle Hill, Uckfield 2012, ISBN 978-1-59148-029-7 (englisch: Resistance is Obligatory., Castle Hill, Uckfield 2012, ISBN 978-1-59148-030-3.)

### Herausgeberschaften
- 1997–2005 Herausgeber der Zeitschrift Vierteljahreshefte für freie Geschichtsforschung
- 2003–2005 Herausgeber der Zeitschrift The Revisionist